# Quthing
Quthing är en ort, i ett distriktet Quthing, i södra Lesotho. Orten har omkring 15 000 invånare (2004).